# GPD Win
GPD Win是一款由GamePad Digital推出的基于Microsoft Windows的掌上电脑，配备了键盘。它是一款基于X86的设备，可以运行完整版的Windows 10 家庭版以及任何基于x86 Windows的应用程序。该产品于2015年10月首次公布，通过Indiegogo进行众筹，并于2016年10月正式发布。